# Andrea Jardí
Andrea Jardí Cuadrado, née le 13 mars 1990 à Tarragone, est une skieuse alpine espagnole. Elle vient de Catalogne.

## Biographie
En 2009, elle gagne son premier titre national sénior en s'imposant sur le slalom.
À l'âge de 19 ans, elle participe aux Jeux olympiques de Vancouver en 2010. Elle ne termine aucune des trois courses auxquelles elle prend part.
Elle fait ses débuts dans la Coupe du monde en octobre 2007 à Sölden, puis court trois autres épreuves durant la saison 2010-2011, où elle obtient son meilleur résultat sur la scène internationale avec une 17e place sur le super combiné des Championnats du monde de Garmisch-Partenkirchen. En 2014, elle prend sa retraite sportive en raison d'un manque d'engagement financier de la fédération. Elle souhaite devenir docteur.
Sa sœur Laura est aussi une skieuse alpine.

## Palmarès

### Jeux olympiques d'hiver
| Épreuve / Édition | Vancouver 2010 |
| Super G           | Abandon        |
| Slalom géant      | Abandon        |
| Slalom            | Abandon        |

### Championnats du monde
| Épreuve / Édition | Val d'Isère 2009 | Garmisch-Partenkirchen 2011 |
| Super G           |                  | Abandon                     |
| Slalom géant      | 40e              | 32e                         |
| Slalom            | -                | Abandon                     |
| Super combiné     | –                | 17e                         |

### Championnats d'Espagne
- 2 fois championne en slalom : 2009 et 2013.
- 1 fois championne en slalom géant : 2013.